# Hitradio RT1
Hitradio RT1 (Eigenschreibweise: HITRADIO RT1) ist ein Lokalradio der zur Mediengruppe Pressedruck gehörenden rt1.media group mit Sitz im Medienzentrum Augsburg. Es wurde als Radio Tele 1 eingeführt und im Jahr 2001 umbenannt.
Das Sendegebiet umfasst die Stadt Augsburg, die Landkreise Augsburg-Land, Aichach-Friedberg, Neuburg-Schrobenhausen, den nördlichen Landkreis Landsberg sowie Teile des Landkreises Donau-Ries. Weitere Ableger unter der Senderkennung Hitradio RT1 gibt es in Memmingen (Hitradio RT1 Südschwaben) und Donauwörth (Hitradio RT1 Nordschwaben). Ab 1. Oktober 2017 wurden die bisher von Radio ND1 belegten UKW-Frequenzen in Neuburg an der Donau und Schrobenhausen neu zugewiesen.
Lizenzierende Behörde ist die Bayerische Landeszentrale für neue Medien. Sendestart war am 21. März 1987. Gründungsgeschäftsführer waren Werner Mittermaier und Jürgen Bartel. Der Sender startete mit einem Soft AC-Format.

## Heutige Programmgestaltung
Das Programm basiert mittlerweile auf einem typischen Hot AC-Format und richtet sich insbesondere an die Zielgruppe der 14- bis 49-Jährigen. Gespielt werden aktuelle Titel aus den Charts und die Hits der letzten 20 Jahre. Hinzu kommt eine lokale Berichterstattung, Veranstaltungstipps und Servicemeldungen. Reichweitenstärkste Sendung ist die unterhaltungsorientierte Frühsendung Störmann & Co – Die RT1-Morgenshow.

## Empfangsmöglichkeiten von Hitradio RT1
Terrestrischer Empfang
- Aichach 94,0 MHz, 0,02 kW (für die Stadt Aichach)
- Augsburg 96,7 MHz, 0,32 kW (für die Region Augsburg, Gersthofen und die Großregion Augsburg, bis nach Neuburg an der Donau, Landsberg am Lech und die Nordabhänge der Alpen empfangbar)
- Neuburg-Donau 101,2 MHz, 0,2 kW Zeitweise eigene Programmfenster
- Schrobenhausen 94,6 MHz, 0,1 kW Zeitweise eigene Programmfenster
- Digitalradio (DAB+), Kanal 9C Augsburg, 6,3 kW über Sender Augsburger Hotelturm, 10 kW über Sender Hühnerberg, 25 kW über Sender Augsburg Welden Staufersberg
- Digitalradio für Neuburg-Schrobenhausen Regionalisierung, Kanal 6A Ingolstadt, 10 kW über Sender Gelbelsee und Pfaffenhofen-Wolfsberg.